# Liste der Monuments historiques in Tréhorenteuc
Die Liste der Monuments historiques in Tréhorenteuc führt die Monuments historiques in der französischen Gemeinde Tréhorenteuc auf.

## Liste der Bauwerke
| Bezeichnung | Beschreibung              | Standort         | Kennzeichnung | Schutzstatus | Datum | Bild           |
| ----------- | ------------------------- | ---------------- | ------------- | ------------ | ----- | -------------- |
| Herrenhaus  | Erbaut im 16. Jahrhundert | Rue Neuve (Lage) | PA00091761    | Inscrit      | 1929  | weitere Bilder |

## Liste der Objekte
- Monuments historiques (Objekte) in Tréhorenteuc in der Base Palissy des französischen Kultusministeriums